# الوسيعة (السوادية)

تعديل مصدري - تعديل

الوسيعة هي إحدى قرى عزلة ال منصور بني وهب بمديرية السوادية التابعة لمحافظة البيضاء، بلغ تعداد سكانها 196 نسمة حسب تعداد اليمن لعام 2004.